# Olli Puhakka
Pour les articles homonymes, voir Puhakka.
Risto Olli Pekka Puhakka (né le 11 avril 1916 à Sortavala et mort le 28 janvier 1989 à Helsinki) est un pilote de chasse et l'un des meilleurs as de l'armée de l'air finlandaise avec 43 victoires confirmées,.

## Biographie
Olli Puhakka nait à Sortavala dans la famille du Dr Yrjö Puhakka et d'Ester Amalia Puhakka née Oesch.
La famille s'installe à Helsinki peu de temps après la naissance d'Olli Puhakka.
Olli Puhakka commence sa carrière militaire le 6 juin 1935, entrant au service militaire à l'École d'aviation. Il est promu sous-lieutenant le 18 août 1936.
Puhakka a servi dans les escadrilles (LLv) 26, 30, 28, 24, 32 pendant la guerre d'hiver et la guerre de continuation.
Il est devenu un as pendant la guerre d'hiver, en abattant 5½ avions soviétiques.
Olli Puhakka a volé au front presque pendant toute la guerre.
Au cours de ses 401 missions de combat, Olli Puhakka a remporté 42 victoires confirmées en Fokker D.XXI, Fiat G.50 et Messerschmitt Bf 109.
Le 21 décembre 1944, il reçoit la Croix de Mannerheim numéro 175,.
Olli Puhakka a quitté l'armée de l'air en 1946 et a piloté des avions de ligne jusqu'à sa retraite en 1971.

## Victoires
| Avion                 | Victoires |
| --------------------- | --------- |
| Fokker D.XXI          | 4         |
| Fiat G.50             | 13        |
| Messerschmitt Bf 109G | 25        |
| Total                 | 42        |